# James Kenneth Stephen
James Kenneth Stephen (25 de febrero de 1859 – 3 de febrero de 1892) fue un poeta inglés y además tutor del príncipe Alberto Víctor, hijo de Alberto Eduardo, príncipe de Gales y nieto de la reina Victoria, que en ese momento era el tercero en la línea de sucesión al trono.

## Primeros años
Stephen fue el segundo hijo de Sir James Fitzjames Stephen, abogado en derecho, y su esposa Mary Richenda Cunningham. Conocido como «Jem» entre sus familiares y amigos cercanos, era primo de Virginia Woolf (nacida Stephen).
Fue becario del rey en Eton y luego fue al King's College en Cambridge, nuevamente como becario del rey. En el término Michaelmas de 1880 fue presidente de la Cambridge Union Society. En 1883 fue nombrado tutor del príncipe Alberto Víctor, duque de Clarence y Avondale, y también realizó un fellow en el King's College en 1885. Fue un reconocido intelectual, y se dice que hablaba de una manera muy pedante, pero articulada y entretenida. Stephen fue miembro de los Apóstoles de Cambridge.

## Poesía
Stephen fue un poeta publicado, su trabajo está identificado por las iniciales J. K. S. Sus colecciones de poemas Lapsus Calami y Quo Musa Tendis fueron publicados en 1891. Rudyard Kipling lo llamó «ese genio» y contó cómo «lidió con Haggard y conmigo en unas estrofas que hubiera dado mucho por haber escrito yo mismo». Esas estrofas, en la que Stephen lamenta el estado de la escritura contemporánea, aparecen en su poema «To R. K.».

Will there never come a season

Which shall rid us from the curse

Of a prose which knows no reason

And an unmelodious verse:

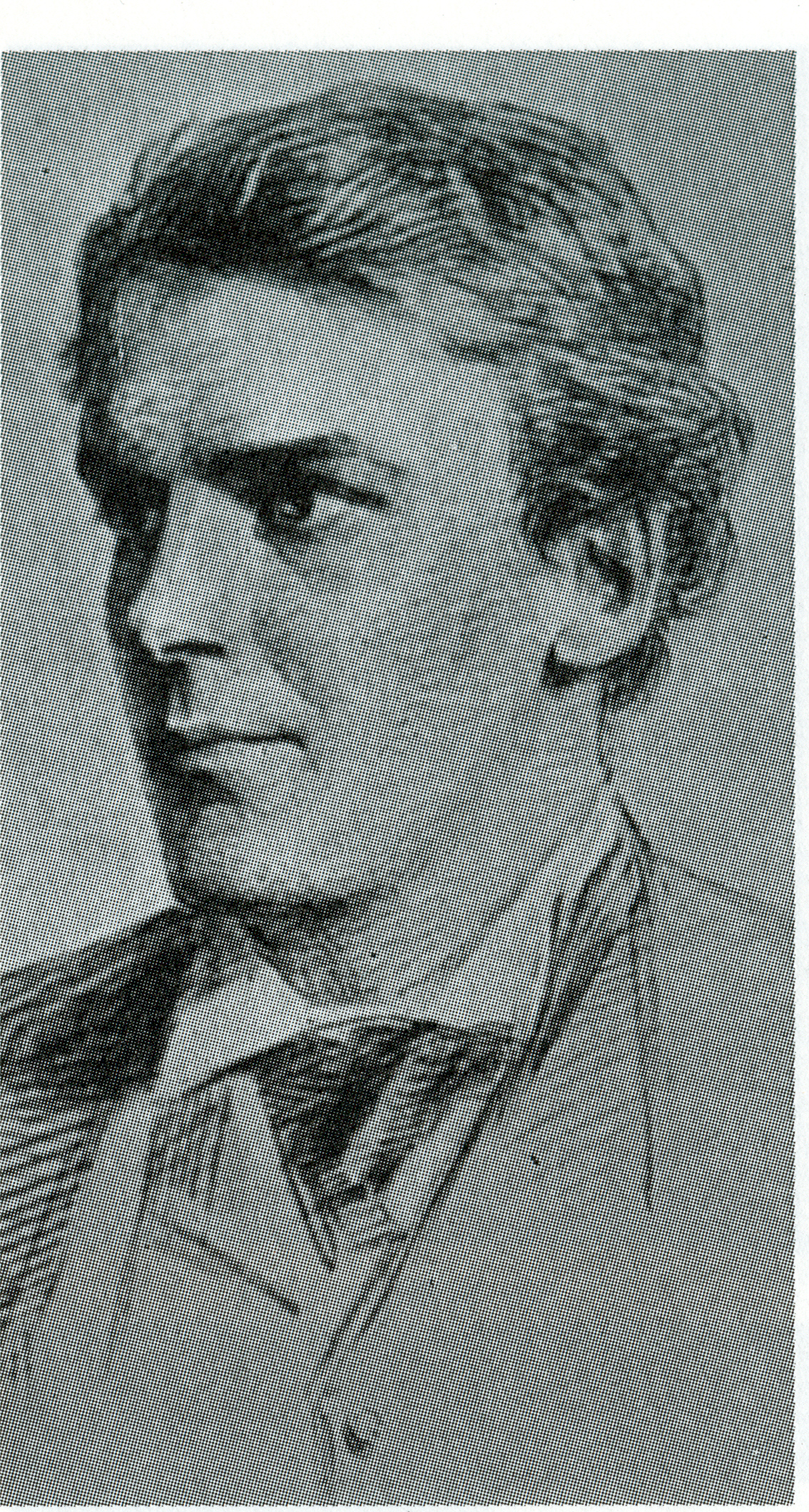
James Kenneth Stephen.

When the world shall cease to wonder

At the genius of an Ass,

And a boy's eccentric blunder

Shall not bring success to pass:

When mankind shall be delivered

From the clash of magazines,

And the inkstand shall be shivered

Into countless smithereens:

When there stands a muzzled stripling,

Mute, beside a muzzled bore:

When the Rudyards cease from Kipling

And the Haggards Ride no more.

El poema que le dio una reputación como misógino fue «In the Backs» (The Backs es una zona ribereña de Cambridge), donde describe a una mujer que no conoce, pero a quien le toma una violenta aversión.

...I do not want to see that girl again:

I did not like her: and I should not mind

If she were done away with, killed, or ploughed.

She did not seem to serve a useful end :

And certainly she was not beautiful.

Sin embargo, muchos de sus otros poemas muestran que puede no haber sido tan misógino como en algún momento se creyó.

## Fallecimiento
Stephen sufrió una grave lesión en la cabeza en un accidente en el invierno de 1886/1887, que puede haber desencadenado el trastorno bipolar que sufrió desde entonces. Su prima Virginia Woolf sufrió el mismo desorden en años posteriores. Stephen finalmente fue internado en el St Andrew's Hospital, un asilo mental en Northampton. En enero de 1892, el ex tutor real escuchó que su otrora discípulo, el príncipe Alberto Víctor, había muerto de neumonía en Sandringham House. Al oír la noticia, Stephen se negó a comer y murió veinte días más tarde, a la edad de 32 años. La causa de su muerte, según el certificado de defunción, fue mania.

## Legado y controversias
Stephen destacó por su gran estatura y su fuerza física. En Eton, fue un legendario jugador de Wall Game. Jugó cuatro veces para la escuela el día de San Andrés: en 1874, 1875, 1876 y 1877. En los últimos dos años fue el capitán del equipo del colegio. Los becarios del rey honraron la memoria de J K Stephen con un brindis en la cena de Navidad de la sociedad —«in piam memoriam, J. K. S.» (en piadosa memoria de J. K. S.).

### James Kenneth Stephen como sospechoso de serJack el Destripador
James Stephen también es recordado en forma menos piadosa gracias a una pieza teatral del ex encargado del internado en Eton y exalumno, Angus Graham-Campbell, que se tituló Sympathy for the Devil, y que se estrenó en el festival de Drama de Eton en 1993. La obra se basa en la noción de que Stephen se consideró uno de los sospechosos de ser Jack el Destripador. Esta teoría ha sido desestimada, entre otras cosas porque muy posiblemente no podría haber sido capaz de volver a Cambridge a tiempo para las clases de la mañana siguiente.
Téngase en cuenta que el nombrado terminó sus días recluido en un hospicio aquejado de desórdenes mentales, y que posiblemente era en extremo misógino (de la cual dan cuenta algunos de sus más violentos poemas), lo que lo podría haber inducido a perpetrar algunas de las fechorías de Whitechapel.
Sin embargo, la mayoría de los estudiosos de estos temas le descartan como sospechoso plausible, pese a que dos investigadores publicaron sendos libros sugiriendo que efectivamente se trató de un matador de prostitutas.

## Colecciones de poesía
- Select Poems (1926)
- Lapsus Calami (1891)
- Quo Musa Tendis (1891)
- Lapsus Calami and other verses (1896)